# TW Pictoris
TW Pictoris är en dubbelstjärna belägen i den mellersta delen av stjärnbilden Målaren. Den har en kombinerad genomsnittlig skenbar magnitud av ca 15,10 och kräver ett kraftfullt teleskop för att kunna observeras. Baserat på parallax enligt Gaia Data Release 2 på ca 2,28 mas, beräknas den befinna sig på ett avstånd på ca 1 430 ljusår (438 parsek) från solen. Den rör sig bort från solen med en heliocentrisk radialhastighet på ca 17 km/s.

## Egenskaper

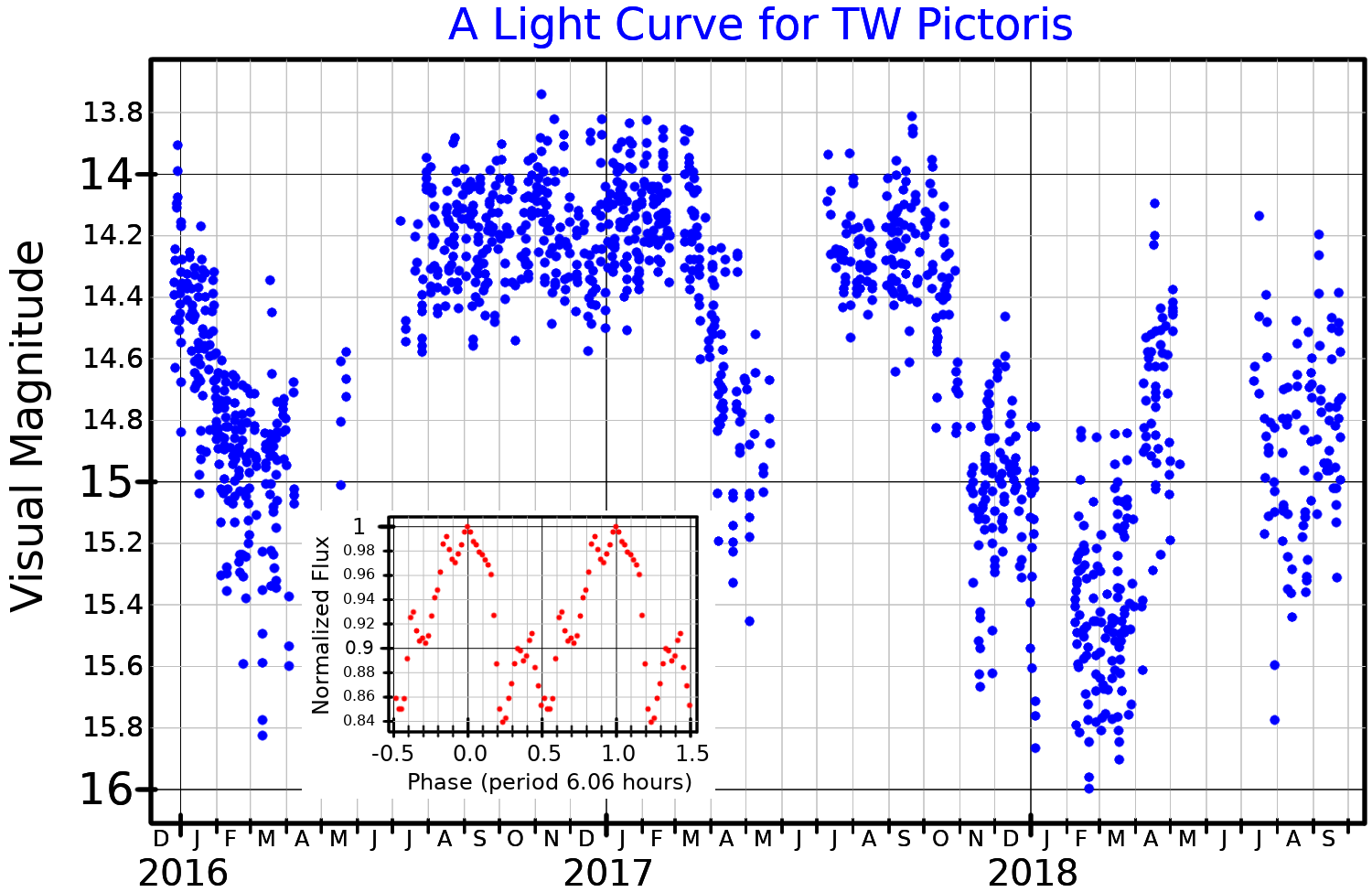
Ljuskurva för TW Pictoris. Huvuddiagrammet, anpassad från Scaringi et al. (2021), visar den långsiktiga visuella bandvariationen, och den infällda plotten, anpassad från Patterson och Moulden (1993), visar den periodiska variabiliteten.

Röntgenkällan H0534-581 identifierades 1979 från data som samlades in av HEAO 1-satelliten. År 1984 identifierades en kandidat till optisk motsvarighet av I.R. Tuohy et al. från fotografier tagna med Schmidt-teleskopet. Ett lågupplöst spektrum avslöjade att den är en kataklysmisk variabel, och den tilldelades variabelbeteckningen TW Pictoris. Den föreslogs ursprungligen vara en AM Herculis-variabel, men avsaknaden av röntgenpulsering gör detta mindre troligt. Den nuvarande klassificeringen är dock fortfarande ifrågasatt. Fotometriska observationer i det visuella bandet tyder på att den är en dubbelstjärna med en omloppsperiod på 6,06 timmar. En av komponenterna är en växande vit dvärg.